# Kameničany
Kameničany (bis 1927 slowakisch auch „Kamenčany“; ungarisch Köveskő – bis 1907 Kamencsan oder Kamencsán) ist eine Gemeinde im Nordwesten der Slowakei mit 550 Einwohnern (Stand 31. Dezember 2024), die im Okres Ilava, einem Teil des Trenčiansky kraj, liegt.

## Geographie
Die Gemeinde befindet sich im Mittelteil des Talkessels Ilavská kotlina, einem Teil von Považské podolie, am rechten Ufer der Waag. Nördliche Teile des Gemeindegebiets sind vom hügellandartigen Gebirgsfuß der Weißen Karpaten geprägt. Das Ortszentrum liegt auf einer Höhe von 237 m n.m. und ist sieben Kilometer von Dubnica nad Váhom sowie neun Kilometer von Ilava entfernt.
Nachbargemeinden sind Krivoklát im Norden, Slavnica im Osten, Dubnica nad Váhom im Süden und Bolešov im Westen.

## Geschichte
Kameničany wurde zum ersten Mal 1193 als Kemenchen schriftlich erwähnt und war Besitz der landadligen Familie Köveskői, im 14. Jahrhundert vorübergehend des Graner Kreuzfahrer-Konvents. Vom 15. bis zum 18. Jahrhundert war das Dorf Gut der Familien Urbanovszky, Hrabovszky, Marszovszky und Nozdroviczky. In der Straße Kút stand ein Trinitarierkloster und Friedhof. 1598 standen 33 Häuser im Ort, 1720 wohnten hier 18 Steuerzahler. 1784 hatte die Ortschaft 55 Häuser, 63 Familien und 368 Einwohner, 1828 zählte man 44 Häuser und 484, die als Landwirte beschäftigt waren.
Bis 1918 gehörte der im Komitat Trentschin liegende Ort zum Königreich Ungarn und kam danach zur Tschechoslowakei beziehungsweise Slowakei.
Von 1979 bis 1990 war Kameničany Teil der Gemeinde Bolešov.

## Bevölkerung
| Jahr                | 1994 | 2004    | 2014     | 2024    |
| ------------------- | ---- | ------- | -------- | ------- |
| Anzahl der Personen | 445  | 466     | 540      | 550     |
| Unterschied         |      | +4,71 % | +15,87 % | +1,85 % |

| Jahr                | 2023 | 2024    |
| ------------------- | ---- | ------- |
| Anzahl der Personen | 551  | 550     |
| Unterschied         |      | −0,18 % |

Nach der Volkszählung 2011 wohnten in Kameničany 518 Einwohner, davon 494 Slowaken, sechs Roma  und ein Tscheche. 17 Einwohner machten keine Angabe zur Ethnie.
484 Einwohner bekannten sich zur römisch-katholischen Kirche, zwei Einwohner zur reformierten Kirche sowie jeweils ein Einwohner zu den Zeugen Jehovas und zur Evangelischen Kirche A. B. 13 Einwohner waren konfessionslos und bei 17 Einwohnern wurde die Konfession nicht ermittelt.

## Bauwerke
- Kyrill-und-Method-Kapelle mit Glockenturm aus den 1960er Jahren

## Verkehr
Nahe Kameničany verläuft die Bahnstrecke Nemšová–Lednické Rovne, die allerdings seit 2003 nicht mehr im regelmäßigen Personenverkehr befahren wird. Durch den Ort passiert die Straße 2. Ordnung 507 auf der Teilstrecke zwischen Nemšová und Púchov.